# Karlstetten, Doppel und Wasserburg
Die Herrschaft Karlstetten, Doppel und Wasserburg war eine Grundherrschaft im Viertel ober dem Wienerwald im Erzherzogtum Österreich unter der Enns, dem heutigen Niederösterreich.

## Ausdehnung
Die Herrschaft umfasste zuletzt die Ortsobrigkeit über Wasserburg, Unterradlberg, Karlstetten, Flinsbach, Pultendorf, Heitzing und Dittersberg. Der Sitz der Verwaltung befand sich im Schloss Wasserburg.

## Geschichte
Die letzten Inhaber des Allods waren die Erben von Heinrich August Graf von Baudissin-Zinzendorf-Pottendorf (1795–1834), als die Herrschaft im Wege der Reformen 1848/1849 aufgelöst wurde.